# Ca l'Anguera 2
Ca l'Anguera 2 és una obra de Porrera (Priorat) inclosa a l'Inventari del Patrimoni Arquitectònic de Catalunya.

## Descripció
Edifici de planta aproximadament rectangular, bastit de maçoneria i obra arrebossada i pintada, de planta baixa, pis i golfes i coberta per teulada a dues vessants. A la planta baixa s'obren la porta i una finestra, tres balcons i una finestra al pis i cinc finestres a les golfes. Cal destacar la portalada de pedra, en arc rebaixat amb les inicials "JP" i la data a la clau, així com els balcons de ferro forjat. Malgrat que molt malmeses, són visibles les pintures de la decoració de la façana, composta per motius escultòrics.
Aquest edifici fou construït sobre una casa preexistent.